# Lepanthes dawsonii
Lepanthes dawsonii är en orkidéart som beskrevs av Oakes Ames. Lepanthes dawsonii ingår i släktet Lepanthes och familjen orkidéer.
Artens utbredningsområde är Honduras. Inga underarter finns listade i Catalogue of Life.